# ハリケーン・ベッツィ
ハリケーン・ベッツィ（Hurricane Betsy）は、1965年9月にアメリカ合衆国南東部を襲った大型ハリケーンである。通称は「Billion Dollar Betsy」。
国際名Betsyは、この年限りで引退となった。代わりにBlancheという国際名に変更となった。